# Postmuseum Belgrad
Das Postmuseum Belgrad (serbisch-kyrillisch ПТТ музеј, PTT muzej, „PTT-Museum“) in der serbischen Hauptstadt widmet sich den Themen Postgeschichte und Kommunikationsgeschichte, insbesondere auch Geschichte der Telegrafie und des Telefons.
Es befindet sich mitten in Belgrad in unmittelbarer Nähe des Parlamentsgebäudes (Dom Narodne Skupštine). Das Museum befasst sich mit der Erforschung, Sammlung und Präsentation von Exponaten und Dokumenten im Zusammenhang mit der geschichtlichen Entwicklung von Post- und Fernmeldewesen. Es selbst hat seine Ursprünge im Jahr 1887, als die damalige Post- und Telegrafenverwaltung eine Bibliothek und eine Briefmarkensammlung verwaltete. Im Laufe der folgenden Jahre wuchs die Sammlung, indem mehr und mehr alte und auch neue Post- und Telegrafieobjekte ergänzt wurden. Das Museum wurde im Jahr 1923 eröffnet.
Das Museum ist täglich, außer Montags, geöffnet.